# Lista över svenska sparbanker
Detta är en lista över svenska sparbanker, det vill säga en lista över existerande sparbanker vilka bedriver sin verksamhet under sparbankslagen. Samtliga sparbanker förutom Sparbanken Syd har ett nära samarbete med Swedbank. Listan följer samma princip om geografisk indelning som den som används av Sparbankernas Riksförbund för sina medlemmar.  Det finns även tidigare sparbanker som ombildat sin verksamhet till bankaktiebolag vilka inte ingår här. 

## Blekinge
- Sparbanken i Karlshamn
- Sölvesborg-Mjällby Sparbank

## Bohuslän
- Orusts Sparbank
- Sparbanken Tanum
- Tjörns sparbank

## Dalarna
- Bjursås Sparbank
- Leksands Sparbank
- Norrbärke Sparbank

## Dalsland
- Dalslands Sparbank

## Gotland
- Sparbanken Gotland

## Halland
- Laholms Sparbank
- Sparbanken Boken

## Hälsingland
- Hälsinglands Sparbank

## Norrbotten
- Sparbanken Nord

## Närke
- Lekebergs Sparbank

## Skåne
- Ekeby Sparbank
- Ivetofta Sparbank
- Skurups Sparbank
- Snapphanebygdens Sparbank
- Sparbanken Syd (Har ej samarbetsavtal med Swedbank)

## Småland
- Häradssparbanken Mönsterås
- Högsby Sparbank
- Lönneberga-Tuna-Vena Sparbank
- Markaryds Sparbank
- Södra Hestra Sparbank
- Virserums Sparbank
- Ålems Sparbank

## Uppland
- Roslagens Sparbank
- Sparbanken i Enköping

## Värmland
- Fryksdalens Sparbank
- Westra Wermlands Sparbank

## Västergötland
- Mjöbäcks Sparbank
- Sparbanken Tranemo
- Tidaholms Sparbank
- Ulricehamns Sparbank
- Åse Viste Sparbank

## Västmanland
- Sala Sparbank
- Sparbanken Västra Mälardalen

## Ångermanland
- Sidensjö sparbank

## Östergötland
- Kinda-Ydre Sparbank
- Vadstena Sparbank
- Valdemarsviks Sparbank